# Tvåtjärnarna (Ströms socken, Jämtland, 713395-145766)
Tvåtjärnarna är en sjö i Strömsunds kommun i Jämtland och ingår i Ångermanälvens huvudavrinningsområde.